# Утуки
У́туки (карел. Ut’ukka) — деревня в составе Петровского сельского поселения Кондопожского района Республики Карелия Российской Федерации.

## Общие сведения
Расположена на берегах озёр Утоковское и Нижнее Лампи.
Вблизи деревни находится государственный ботанический заказник карельской берёзы, созданный для сохранения и воспроизводства карельской берёзы — особо охраняемая природная территория.
На деревенском кладбище имеется часовня Рождества Пресвятой Богородицы постройки конца XIX века.

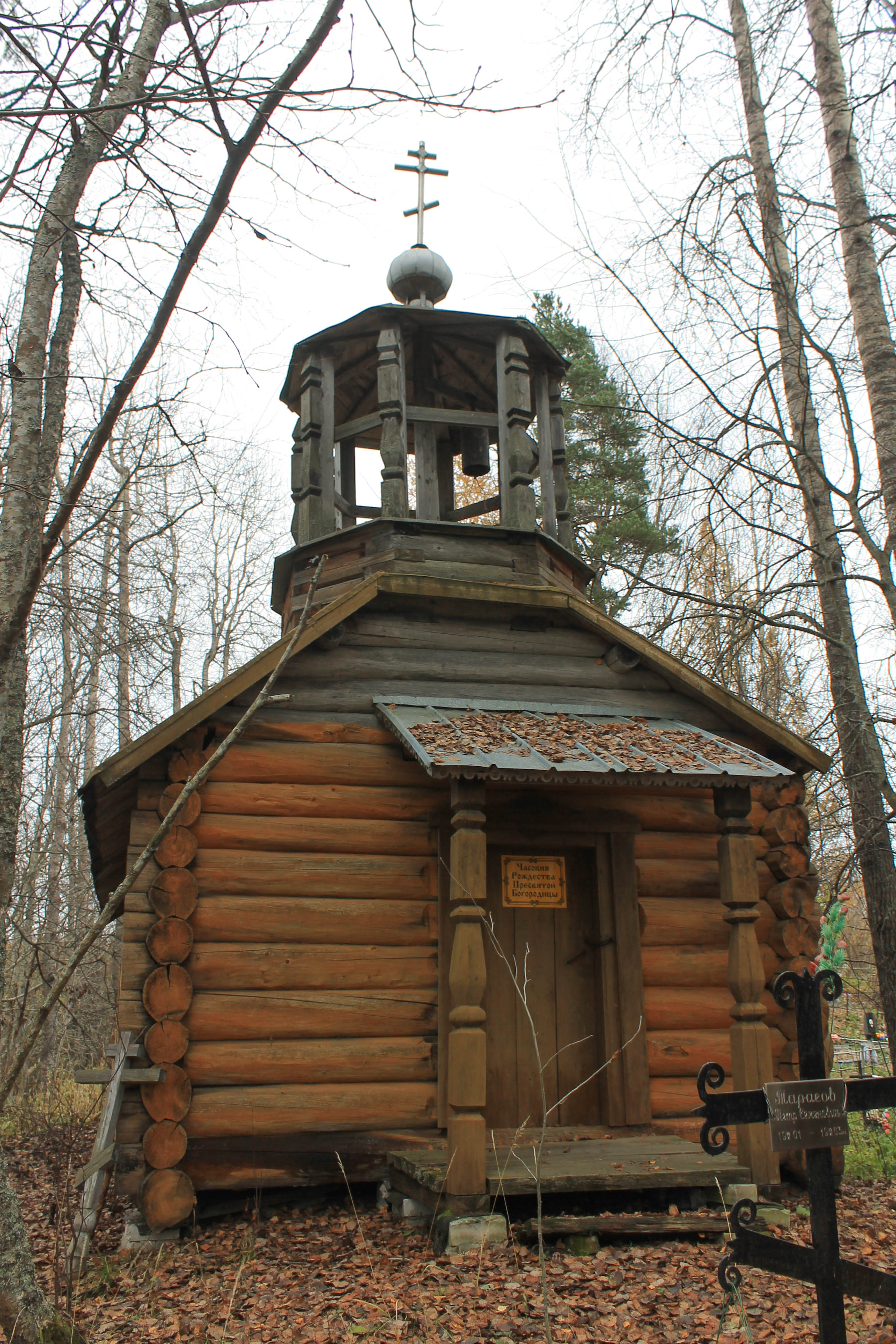
Часовня Рождества Пресвятой Богородицы

## Население
Численность населения в 1905 году составляла 60 человек.
| 2002 | 2009 | 2010 | 2013 |
| ---- | ---- | ---- | ---- |
| 2    | ↗3   | ↘1   | →1   |